# حریف (فیلم)
حریف (انگلیسی: The Opponent) یک فیلم ورزشی کمدی-درام ایتالیایی به کارگردانی سرجو مارتینو است که در سال ۱۹۸۸ منتشر شد.

## بازیگران
- مری استاوین
- جولیانو جما
- ارنست بورگناین
- دانیل گرین